# Диуранат аммония
Диуранат аммония (АДУ/ADU от англ. Ammonium diuranate), с формулой {\displaystyle {\ce {(NH4)2U2O7}}}, является промежуточным продуктом при производстве смешанного оксидного топлива MOX (от англ. mixed oxide fuel) или чистой закиси-окиси урана. Первоначально название этой ярко-желтой соли было жёлтый кек, но сейчас оно применяется к смесям оксидов урана, которые практически никогда не имеют желтой окраски.

## Получение

#### В промышленности
Получают диуранат аммония осаждением водным раствором аммиака, после экстракции урана третичными аминами в керосине. Затем этот осадок сгущают и центрифугируют с последующим прокаливанием до оксида урана. В Канаде практикуют производство оксида урана из диураната аммония, а не из нитрата уранила, как в других странах.

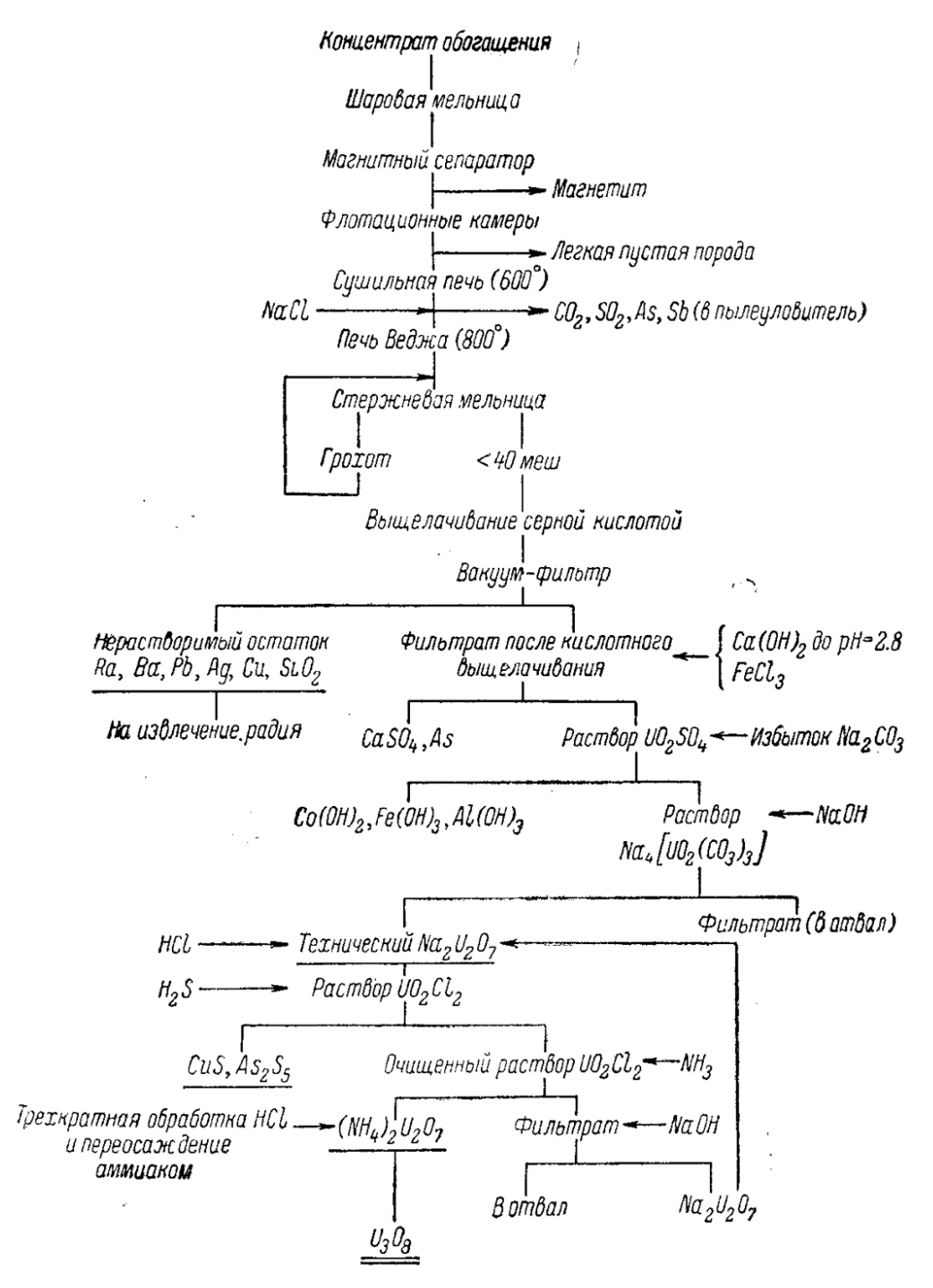
Рис. 1. Техническая схема производства U_{3}O_{8} из канадской урановой смоляной руды на заводе в порту Хоп (Онтарио (Не путать с портом Хоп в США))

#### В лаборатории
Получают взаимодействием растворов соли уранила (сульфата уранила и т. д.) и аммиака.

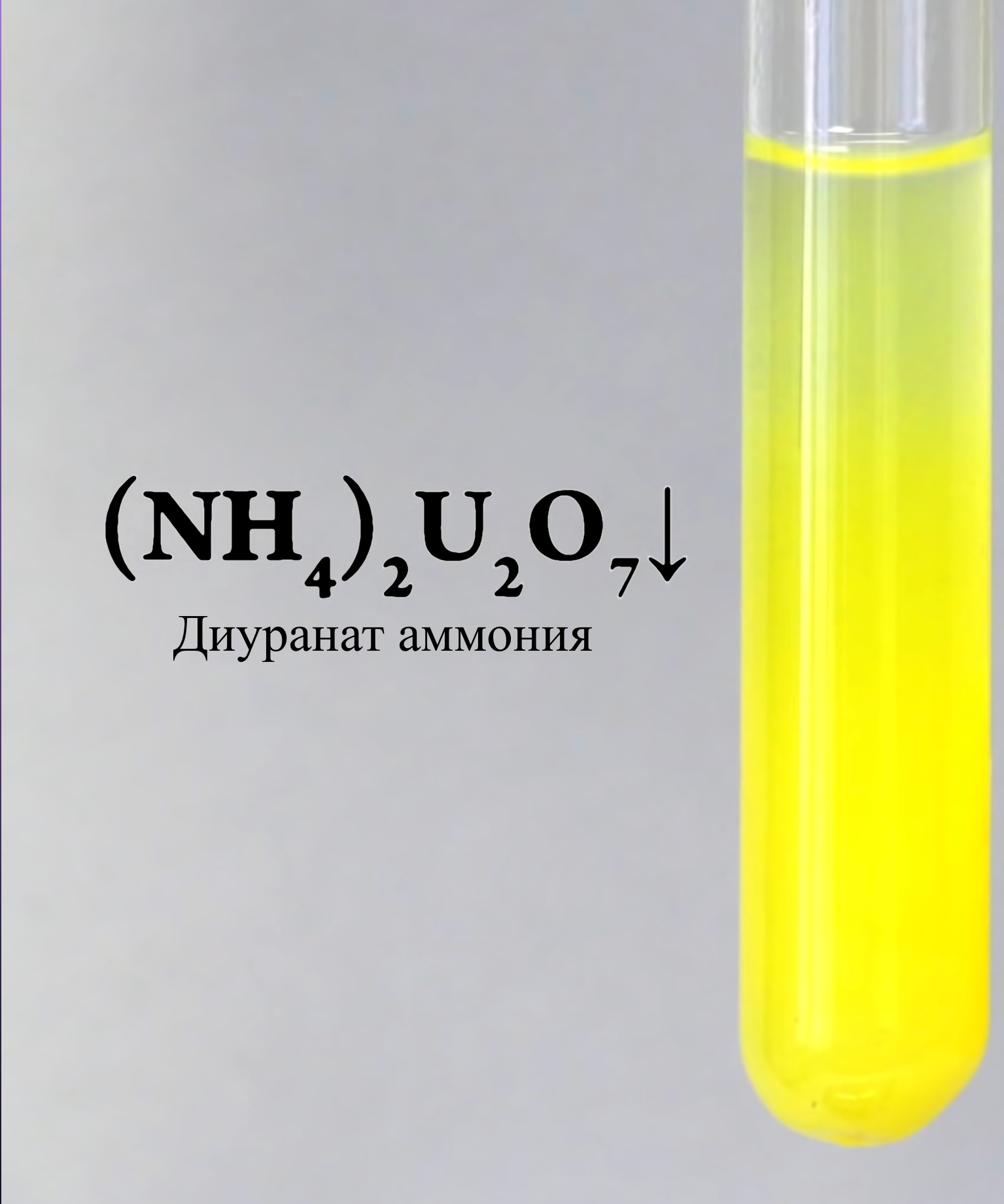
Рис. 2. Осадок диураната аммония

## Строение
- Анион {\displaystyle {\ce {U2O7^2-}}} образуется при реакции уранил катиона ({\displaystyle {\ce {UO2^2+}}}) с гидроксо-анионами:

{\displaystyle {\ce {2UO2^2+ + 6OH^- -> U2O7^2- + 3H2O}}}
Соль состоит из Диуранат- аниона ({\displaystyle {\ce {U2O7^2-}}}) и двух катионов аммония ({\displaystyle {\ce {NH4^+}}}).

## Химические свойства
- Лабораторный способ получения, он же является качественной реакцией на уранил-ион:

{\displaystyle {\ce {2UO2SO4 + 6NH3*H2O-> (NH4)2U2O7 v + 2 (NH4)2SO4 + 6H2O}}}
- При прокаливании диураната аммония при 400 °С разлагается с образованием оксида урана({\displaystyle {\ce {VI}}}):

{\displaystyle {\ce {(NH4)2U2O7 ->[400^oC] 2UO3 + 2NH3 +H2O}}}
- При прокаливании диураната аммония при 1000 °С протекает окислительно-воcстановительная реакция с образованием закиси-окиси урана[2]:

{\displaystyle {\ce {9(NH4)2U2O7 ->[ 1000^oC] ^UO3*U2O5 + 2N2 + 14NH3 +15H2O}}}

## Применение
Раньше диуранат аммония использовали для получения цветной глазури в керамике. Однако при обжиге он разлагается на оксиды урана, поэтому данная соль использовалась только в качестве более дешевой альтернативы полностью очищенным оксидам урана.
В настоящее время применяется в промышленности как сырьё для производства Смешанного Оксидного топлива MOX (от англ. mixed oxide fuel) и различных оксидов урана.